# Entreprises de taille humaine, indépendantes et de croissance
Entreprises de taille humaine, indépendantes et de croissance (Ethic) est une organisation patronale française. Fondée par Yvon Gattaz en 1976, elle est dirigée par Sophie de Menthon depuis 1995.

## Manifestations
Ethic promeut la Fête de l'entreprise, avec le slogan « J'aime ma boîte », sur le modèle de ce qui existe déjà aux États-Unis, pour « fédérer salariés et entrepreneurs le même jour, en partageant des moments de convivialité »,.
Le mouvement est décrit par L'Humanité comme « l'un des lobbys les plus acharnés du patronat de combat ».

## Organisation et financement
Ethic est une association loi de 1901 créée sous le nom « Mouvement des entreprises de taille humaine, industrielles et commerciales ». Elle prend son nom actuel « Mouvement des entreprises de taille humaine, indépendantes et de croissance » en 1990.
Sa présidente est Sophie de Menthon depuis 1995.
En 2024, l'organisation bénéficie d'un soutien financier du projet Périclès de Pierre-Édouard Stérin,,,,.